# Antipas de Pérgamo
Antipas de Pérgamo (m. 68 ou 92) foi bispo de Pérgamo, discípulo do apóstolo São João Evangelista e hieromártir do cristianismo durante o reinado de Nero (r. 54-68). Neste tempo, devido à perseguição aos cristãos, todos aqueles que se opunham a oferecer sacrifícios aos deuses viviam sob ameaça de exílio ou execução por ordem do imperador.
Foi preso e quando liberto, devido à sua firmeza na fé cristã, começou a professar a palavra e a convencer as pessoas de Pérgamo a pararem de oferecerem sacrifícios, o que provocou a reprovação dos sacerdotes pagãos que exigiram que parasse de pregar sobre Cristo e oferecesse sacrifícios aos deuses ancestrais. Devido à sua relutância em atender as exigências, Antipas foi capturado e levado para o templo de Ártemis onde foi lançado dentro de um ardente touro de bronze vermelho, onde usualmente ocorriam os sacrifícios. Segundo a tradição o mártir orou a Deus implorando por sua alma e para que ele fortalecesse a alma dos cristãos. À noite, os cristãos levaram seu corpo intocado pelas chamas para a cidade onde foi enterrado. Sua sepultura tornou-se local de milagres e curas de doenças, principalmente aquelas relacionadas com os dentes.
A tradição cristão, de acordo com o "Comentário sobre Apocalipse" de André de Cesareia, acredita que Santo Antipas pode ser identificado com o personagem citado no capítulo 2 do Apocalipse na Bíblia:
"Eu conheço seus trabalhos, e onde você vive, mesmo onde o trono de Satã está; e você retende Meu Nome, e não negaste Minha Fé, mesmo naqueles dias em que Antipas foi meu fiel mártir, que foi morto entre vocês, onde Satanás habita".— Apocalipse 2:13

## Galeria

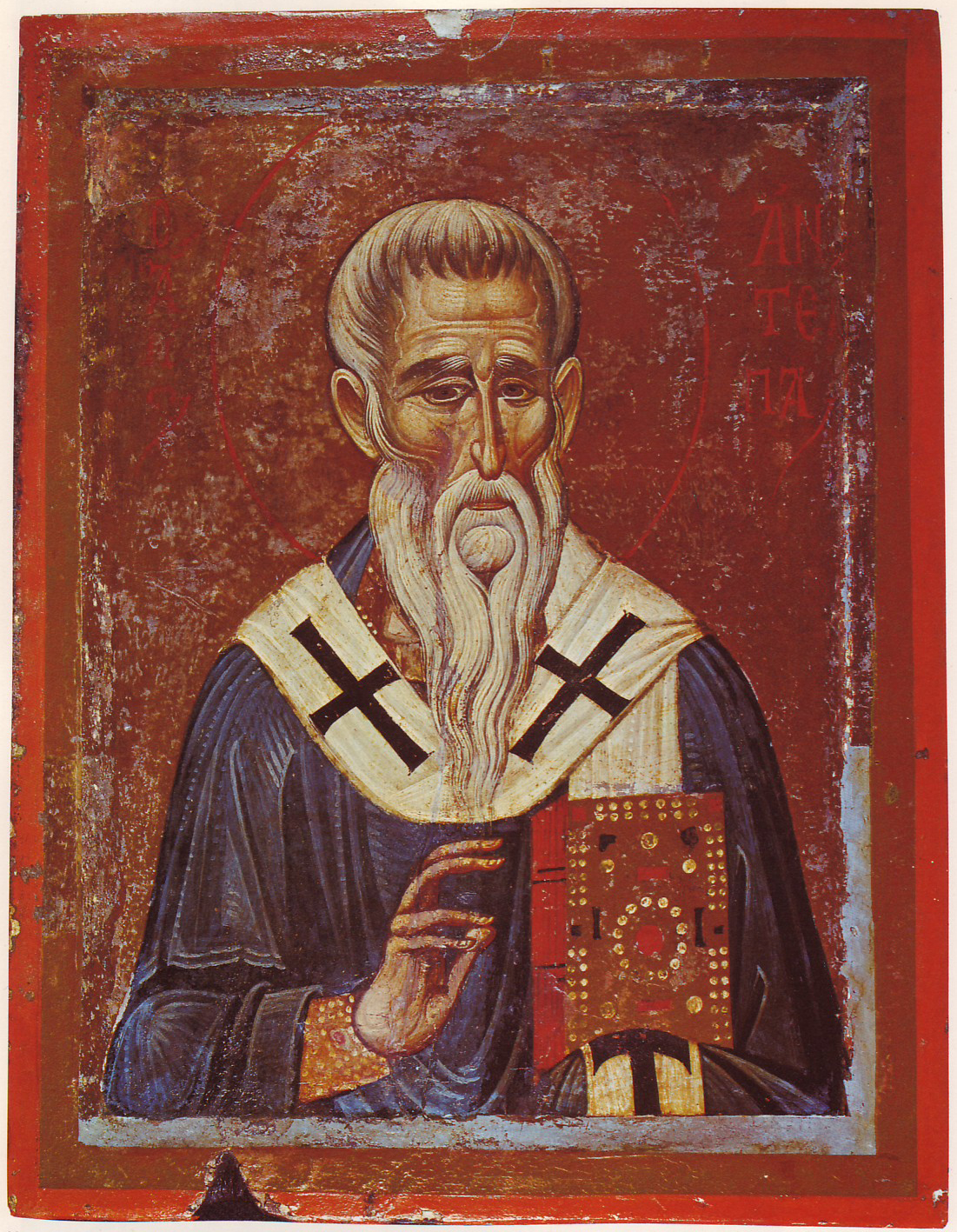
Ícone do século XIII do Sinai representando Santo Antipas.
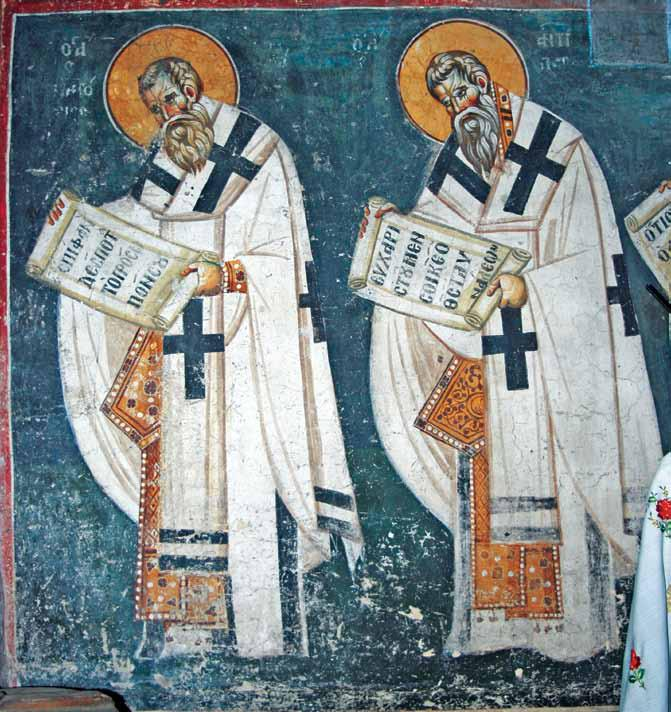
Afresco representando São Gregório de Agrigento e Santo Antipas de Pérgamo no diacônico da Igreja de Santa Maria Peribleptos em Ácrida.